# Burađa
Burađa (izvirno srbsko Бурађа) je naselje v Srbiji, ki upravno spada pod Občino Nova Varoš; slednja pa je del Zlatiborskega upravnega okraja.

## Demografija
V naselju, katerega izvirno (srbsko-cirilično) ime je Бурађа, živi 214 polnoletnih prebivalcev, pri čemer je njihova povprečna starost 45,8 let (46,0 pri moških in 45,5 pri ženskah). Naselje ima 95 gospodinjstev, pri čemer je povprečno število članov na gospodinjstvo 2,72.
To naselje je, glede na rezultate popisa iz leta 2002, večinoma srbsko, a v času zadnjih treh popisov je opazno zmanjšanje števila prebivalcev.
|  |

| Demografija | Demografija     | Demografija     |
| Leto        | Št. prebivalcev | Št. prebivalcev |
| ----------- | --------------- | --------------- |
|             |                 |                 |
|             |                 |                 |
|             |                 |                 |
|             |                 |                 |
| 1948        | 458             |                 |
| 1953        | 450             |                 |
| 1961        | 500             |                 |
| 1971        | 394             |                 |
| 1981        | 349             |                 |
| 1991        | 290             | 288             |
| 2002        | 269             | 258             |
|             |                 |                 |

| Etnična sestava po popisu iz leta 2002 | Etnična sestava po popisu iz leta 2002 | Etnična sestava po popisu iz leta 2002 | Etnična sestava po popisu iz leta 2002 | Etnična sestava po popisu iz leta 2002 |
| -------------------------------------- | -------------------------------------- | -------------------------------------- | -------------------------------------- | -------------------------------------- |
| Srbi                                   | Srbi                                   |                                        | 255                                    | 98,83%                                 |
| Jugoslovani                            | Jugoslovani                            |                                        | 2                                      | 0,77%                                  |
| Neznano                                | Neznano                                |                                        | 0                                      | 0,0%                                   |